# Bělá Raiders
Bělá Raiders je český klub amerického fotbalu, hrající 2. ligu. Klub vznikl v roce 2018 pod názvem Mladá Boleslav Greenraiders. 
Historicky první zápas ve 3. lize sehrál dne 27. 4. 2019 proti Liberec Titans a zvítězil 10:8. Domácí zápasy v té době hrál na hřišti ve Strašnově. 
Od roku 2020 klub přesídlil do Bělé pod Bezdězem. V roce 2022 klub vyhrál 3. ligu bez ztráty jediného zápasu, ve finálovém zápase o Bronz Bowl porazil Zlín Golems 28:6 a postoupil do 2. ligy.